# Amourah
Amourah est une commune de la wilaya de Djelfa en Algérie.

## Demographie
La population de la commune est estimée selon le recensement de 1998 à 5 879.

## Histoire

### Antiquité
Dans l'antiquité classique, la ville se nommait Civitas dans la Maurétanie césarienne. Elle a subi les occupations des Vandales , des Byzantins et  jusqu'à la conquête arabe. On l'appelait Sufasar.